# Porrhomma borgesi
Porrhomma borgesi là một loài nhện trong họ Linyphiidae.
Loài này thuộc chi Porrhomma. Porrhomma borgesi được Jörg Wunderlich miêu tả năm 2008.